# Стейн, Джок
Джон Стейн (англ. John Stein; 5 октября 1922 — 10 сентября 1985), более известный как Джок Стейн (англ. Jock Stein — шотландский футболист и футбольный тренер. Он стал первым британским тренером, выигравшим Кубок европейских чемпионов (с «Селтиком» в 1967 году). Также под руководством Стейна «Селтик» девять раз подряд выигрывал чемпионат Шотландии с 1966 по 1974 годы.
За свою тренерскую карьеру Стейн выиграл один Кубок европейских чемпионов УЕФА, десять чемпионатов Шотландии, девять Кубков Шотландии и шесть Кубков шотландской лиги. Все эти титулы, кроме одного (Кубок Шотландии 1961 года с «Данфермлином»), были выиграны с «Селтиком». После недолгого пребывания на посту главного тренера «Лидс Юнайтед» Стейн возглавлял сборную Шотландии с 1978 до момента своей смерти в 1985 году. По опросу, проведённому газетой «Sunday Herald» в 2003 году, Стейн был признан величайшим шотландским тренером всех времён.

## Клубная карьера
Джок Стейн родился в районе Бернбанк, область Саут-Ланаркшир. Стейн считал, что только футбол, поможет ему избежать участи шахтерской жизни в Ланаркшире. В 1937 году он покинул школу Гринфилд в Гамильтоне, и после того, как некоторое время работал на ковровой фабрике, все-таки стал работать в шахтах. В 1940 году Штейн согласился подписать контракт с «Бернбанк Атлетик», но его отец был категорически против. Вскоре после этого, вместо «Атлетика», он присоединился к клубу «Блантайр Виктория», другим местным клубом юниоров.
Стейн впервые сыграл за профессиональный клуб «Альбион Роверс», как пробный игрок, в результативной ничейной игре против «Селтика» 14 ноября 1942 года. Через три недели, главный тренер Уэббер Лис подписал Стейна для котбриджского клуба. Тем не менее, Джок продолжал работать, как шахтер в течение недель, поскольку в стране была оккупация, из-за Второй мировой войны. Это позволило Стейну играть регулярно, так как многие из игроков клуба служили в вооруженных силах. В 1943 году, у Джока была короткая аренда в «Данди Юнайтед». В сезоне 1947/48 «Роверы» выиграли продвижение в первый дивизион, что было лишь четвёртым разом в истории клуба. Но, уже в сезоне 1948/49, «Роверы» пропустили 105 голов, выиграл только три игры в лиге из 30, и вылетели назад, во второй дивизион.

## Смерть
10 сентября 1985 года в концовке матча со сборной Уэльса (1:1), у Стейна случился сердечный приступ, от которого он скончался в медпункте стадиона «Ниниан Парк».
Примечательно, что эта ничья позволила Шотландии выйти в стыковые матчи отборочного турнира чемпионата мира-1986.

## Почести

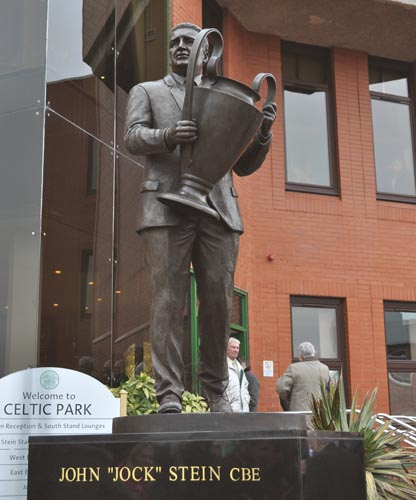
Памятник Джоку Стейну у «Селтик Парк»

Уже посмертно Стейн был включён в Зал славы шотландского спорта и Зал славы шотландского футбола. Он был признан величайшим шотландским тренером всех времён, а в 2002 году болельщики «Селтика» признали его величайшим тренером «Селтика» всех времён. После перестройки «Селтик Парк» в 1990-е годы, традиционная зона самых ярых болельщиков «Селтика» получила название «Трибуна Джока Стейна» (Jock Stein Stand). Болельщики клуба изготовили бюст Стейна, который сейчас располагается в вестибюле стадиона.

## Достижения
Данфермлин Атлетик
- Обладатель Кубка Шотландии:[6] 1961

 Селтик
- Обладатель Кубка европейских чемпионов: 1967
- Чемпион Шотландии[7] (10): 1965/66, 1966/67, 1967/68, 1968/69, 1969/70, 1970/71, 1971/72, 1972/73, 1973/74, 1976/77
- Обладатель Кубка Шотландии[6] (8): 1965, 1967, 1969, 1971, 1972, 1974, 1975, 1977
- Обладатель Кубка шотландской лиги[8] (6): 1966, 1967, 1968, 1969, 1970, 1975